# Callitricheae
Callitricheae es una tribu  de plantas de flores perteneciente a la familia Plantaginaceae. Comprende los siguientes géneros:

## Géneros
- Callitriche - Hippuris

- Datos: Q5741249
- Multimedia: Callitricheae / Q5741249
- Especies: Callitricheae